# 진캐스트
주식회사 진캐스트(영어: GENECAST)는 서울특별시 송파구 충민로 66에 본사를 둔 액체생검 암 진단 기업이다.

## 개요
- 2016년 11월 설립되었다.
- 2024년 주관사를 KB증권으로 상장을 신청하였다가[3] 자진철회하였다.[4]

### 내용주
1. ↑  NICE 기업정보 기준